# Droga do zatracenia
Droga do zatracenia (ang. Road to Perdition) – amerykański film z gatunku dramatu gangsterskiego z 2002 roku w reżyserii Sama Mendesa. Film powstał w oparciu o czarno-biały komiks o tym samym tytule autorstwa Maxa Allana Collinsa i Richarda Piersa Raynera.
Tytuł jest grą słów – Zatracenie (Perdition) to miasteczko, do którego zmierzają bohaterowie.

## Obsada
- Tom Hanks – Michael Sullivan Sr.
- Tyler Hoechlin – Michael Sullivan Jr.
- Paul Newman – John Rooney
- Daniel Craig – Connor Rooney
- Jude Law – Harlen Maguire
- Stanley Tucci – Frank Nitti
- Jennifer Jason Leigh – Annie Sullivan
- Liam Aiken – Peter Sullivan
- Dylan Baker – Alexander Rance
- Ciarán Hinds – Finn McGovern
- Anthony LaPaglia – Al Capone (sceny usunięte, dostępne na DVD)

## Fabuła
Akcja filmu toczy się w 1931 roku w trakcie Wielkiego Kryzysu, w Rock Island. Michael Sullivan Sr. (Tom Hanks) pracuje dla głowy irlandzkiej mafii - Johna Rooneya (Paul Newman), który wziął go pod swoją opiekę, jeszcze w dzieciństwie. Między mężczyznami istnieje silna więź ojciec-syn, która jest mocniejsza niż relacja Rooneya ze swoim biologicznym synem Connorem (Daniel Craig). Michael ma również dwóch synów Michaela Jr. (Tyler Hoechlin) i Petera (Liam Aiken). Dla starszego syna Michael jest dość zimny, o czym dowiadujemy się już na początku filmu. 
Po krótkiej scenie w domu Sullivanów, która pokazuje dynamikę rodziny, przenosimy się na stypę po śmierci jednego z pracowników Rooneya, który rzekomo próbował oszukać szefa mafii, za co został ukarany. Na pogrzeb i stypę Sullivan zabiera całą rodzinę. Kiedy na stypie przemawia brat zmarłego Finn McGovern (Ciaran Hinds), Michael Sullivan i Connor Rooney przerywają mu gdy zaczyna oskarżać szefa mafii o śmierć brata.
Connor i Michael Sr. mają polubownie wyjaśnić zarzuty Finna wobec Johna. Michael Jr. jest bardzo ciekawy, czym zajmuje się jego ojciec. Chowa się w samochodzie i niepostrzeżenie jedzie wspólnie z ojcem i Connorem Rooneyem na spotkanie z McGovernem. Na miejscu zdarza się tragedia na oczach chłopca. Connor zabija Finna za sugerowanie, jakoby okradał swojego ojca. Kiedy mężczyźni dowiadują się, że Michael Jr. był świadkiem zajścia, Sullivan przysięga, że chłopiec nie zdradzi tajemnicy. 
Tego samego wieczoru John Rooney wysyła Sullivana do właściciela jednego z barów, Tony’ego Calvino, aby zabrać od niego dług. Okazuje się, że Connor wysyła list do Calvino, w którym obiecuje odpuszczenie długów w zamian za zabójstwo Michaela Sullivana. Sullivan w porę zauważa, że coś jest nie tak i zabija Calvino. Kiedy wie, że groziła mu śmierć, pędzi do domu z obawy o swoją rodzinę. Connor Rooney zdążył już zamordować jego żonę Annie (Jennifer Jason Leigh) i syna Petera, myśląc, że był to Michael Jr. Przed ojcem na miejsce dociera Michael Jr., który był zatrzymany w szkole na dłużej z powodu bójek, w jakie się wdawał (następstwa morderstwa Finna, którego był świadkiem). Kiedy Michael Sr. dociera do domu, chłopiec siedzi w ciemności przy stole, w głębokim szoku po widoku nieżyjącej matki i brata. 
Po tragedii rozpoczyna się pełna żądzy zemsty i żałoby pogoń za sprawiedliwością. Wspólny ból zbliża do siebie syna i ojca. Michael Sr. wraz z synem jedzie do Chicago, aby spotkać się z Frankiem Nittim (Stanley Tucci), któremu oferuje swoje usługi w zamian za pozwolenie na zabicie Connora, który po tym, co zrobił rodzinie Sullivan, ukrywa się. Nitti nie zgadza się na tę propozycję. Rooney, który świadomy już jest zamiarów Michaela Sr. zgadza się na zatrudnienie płatnego zabójcy - fotografa miejsc zbrodni Harlena Maguire (Jude Law). Pierwsza próba zabójstwa Sullivana nie udaje się. 
Następnie Michael Sr. przy pomocy syna jako kierowcy rabuje banki z pieniędzy należących do Ala Capone. Ma nadzieję, że uda mu się wymienić je w zamian za morderstwo Connora. Kiedy mafia wypłaca swoje pieniądze z banków, Sullivan spotyka się z księgowym Rooneya - Alexandrem Rancem (Dylan Baker). Okazuje się, że to zasadzka i mężczyznę atakuje Maguire. W wyniku zajścia zabity zostaje Rance, Maguire jest ciężko ranny w twarz, a Sullivan postrzelony w ramię. Michael z synem trafiają do małżeństwa na wsi, które opiekuje się rannym Michaelem. Więź ojca z synem jeszcze bardziej się zacieśnia i zaczynają okazywać sobie miłość. W podzięce Sullivan zostawia parze część pieniędzy, które zebrał rabując banki. 
Z dokumentów księgowego Sullivan dowiaduje się, że Connor okradał swojego ojca przez lata, tworząc konta na dane nieżyjących osób. Jedzie przekazać informację Johnowi Rooneyowi, licząc na to, że mafioza odwoła płatnego zabójcę. Spotykają się w kościelnej krypcie. Okazuje się, że Rooney jest świadomy działań swojego syna i mimo wszystko nie ma zamiaru wydać syna. Sugeruje, by Michael uciekł z miasta, aby ocalić siebie i swojego syna. 
Michael Sr. przepełniony bólem i zawiedziony decyzją Rooneya decyduje się na ostateczny krok. Zabija wszystkich ochroniarzy szefa, a na koniec, ze łzami w oczach, jego samego. Rooney godzi się ze swoim losem i mówi do Michaela: “Cieszę się, że to ty”. Zdarzenie obserwują mieszkańcy okolicznych kamienic. Po śmierci głowy mafii irlandzkiej Nitti nie ma już powodów, by chronić Connora. Zdradza Sullivanowi jego miejsce pobytu, a ten zabija go w hotelowej wannie. 
Ojciec z synem ruszają w swoją ostatnią drogę do miasteczka o nazwie Perdition (tytułowe “zatracenie”), gdzie mieszka ciotka Michaela Jr. Kiedy wszystko wydaje się układać, do nowego domu Sullivanów dociera Maguire, który strzela do Michaela Sr. Fotografuje konającego mężczyznę, a do pokoju wchodzi Michael Jr. i mierzy do Maguire’a z pistoletu. Nie jest jednak w stanie oddać strzału. Wtedy ostatnimi siłami jego ojciec zabija fotografa. Umiera w ramionach syna, mówiąc mu, że jest dumny z tego, że nie mógł zastrzelić Maguire’a. 
Film kończy się narracją prowadzoną przez chłopca, który opowiada o tym, jak wyglądało jego życie po śmierci ojca. Wrócił do małżeństwa, które poznał po postrzeleniu ojca, a para go zaadoptowała. Od śmierci Michaela Sr. nigdy nie trzymał pistoletu w dłoni. Mówi, że kiedy ktoś pyta go, czy jego ojciec był dobrym człowiekiem, zawsze odpowiada: “Był moim ojcem”.

## Produkcja
Powieść graficzna Collinsa w 1999 roku trafiła do producentów (syna i ojca) Deana i Richarda D. Zanuck. Kiedy fabuła spodobała się starszemu Zanuckowi, trafiła do Stevena Spielberga, który podpisał film w swojej wytwórni DreamWorks. Nie zajął się jednak jego reżyserią, ta przypadła Samowi Mendesowi. 
Na scenarzystę Spielberg wybrał Davida Selfa. Ten przygotował scenariusz, który w większości odpowiadał oryginalnej powieści. Później był kilkakrotnie zmieniany przez różnych twórców, przede wszystkim usuwano nadmiar brutalnych scen. Zmieniono również niektóre nazwiska postaci np. Looney na Rooney. 
Twórcy zdecydowali się ograniczyć dialogi w filmie od minimum. Najważniejszym środkiem wyrazu jest kinematografia. Odpowiednie ujęcia bez słów przekazują rozwój fabuły. 
Autor komiksu nadzorował prace nad filmem, jednak nie brał udziału w pisaniu scenariusza. 
Tom Hanks odkąd tylko dostał scenariusz Davida Selfa, był bardzo oddany pracy nad filmem i zbudował osobisty związek z historią Sullivana. Tyler Hoechlin był 14-latkiem podczas nagrywania adaptacji i co ciekawe, naprawdę nauczył się jeździć samochodem na potrzebę roli. Paul Newman był oczywistym wyborem Mendesa na rolę Rooneya. Z kolei Stanley Tucci, który unikał ról o podłożu mafijnym, zgodził się na zagranie Nitti'ego, chcąc współpracować z Samem Mendesem. 
Film kręcony był w Chicago i jego okolicach. Wiele scenografii było budowanych w studiu. Do większości scen wykorzystano zimową porę roku, ale użyto też sztucznego śniegu, aby uzyskać lepszy efekt. 
Conrad Hall legendarny operator filmowy włożył wszystkie pokłady swojego talentu w zbudowanie niesamowitego klimatu filmu. Używał specjalnych i nieoczywistych technik oświetlenia np. wieszanie czarnego jedwabiu na oknach, aby nałożyć filtr na światło dzienne. Głównym motywem było zachowani perspektywy Michaela Jr. podczas nagrywania poszczególnych ujęć. Dlatego przykładowo na początku filmu Michael Sr. jest nagrywany z dość dużej odległości, aby pokazać dystans między dzieckiem a ojcem. Wiele kadrów Hall wziął bezpośrednio z komiksu, przekładając rysunki i ukazaną w nich perspektywę na ekran.

## Motywy

### Motyw relacji ojca i syna
Relacja między synem a ojcem to wątek szeroko rozwijany w filmie. Między postaciami możemy zobaczyć kilka różnych związków. Michael Sullivan Sr. traktuje Johna Rooneya jak ojca, ponieważ ten zaopiekował się nim, gdy był sierotą. Ma do niego ogromny szacunek i wdzięczność za okazaną pomoc. Brak biologicznego związku nie zmienia faktu, że jest to głęboka, rodzinna relacja. Jej bliskość widać np. w scenie, gdy wspólnie grają na pianinie na stypie. Z kolei biologiczny syn Rooneya Connor nie otrzymuje od ojca podobnego traktowania i jest bardzo zazdrosny o bliskość Sullivana z Rooneyem Sr. Te uczucia pociągają za sobą destrukcyjne decyzje, które podejmuje bohater w trakcie filmu. 
Główny wątek to relacja Michaela Sr. z jego starszym synem. Z początku jest ona bardzo zimna i zdystansowana. Symbolem jest korytarz, w którym często znajdują się bohaterowie, ilustrujący dystans między ojcem a synem. W miarę rozwoju akcji relacja bohaterów zacieśnia się w wyniku wspólnie przeżytych traum i cierpień. Sullivan zdaje sobie sprawę z tego, jak bardzo kocha swojego syna. Tytułowa droga jest nie tylko trasą od punktu A do punktu B, ale także metaforą zbliżenia ojca i syna do siebie nawzajem.

### Coming of age
Mimo że fabuła skupia się na mafijnych porachunkach, obserwujemy też dorastanie Michaela Jr., na które silnie wpływają tragiczne wydarzenia. Chłopiec zderza się ze skomplikowanymi sytuacjami, zarezerwowanymi zazwyczaj dla dorosłych. Tytułowa droga to metafora dorastania i szukania samego siebie.

### Motyw wody
W filmie symbolika wody odgrywa dużą rolę. Reżyser Sam Mendes stworzył bezpośredni związek wody ze śmiercią. Obecność wody w jakiejkolwiek postaci zwiastuje, że wkrótce wydarzy się coś złego. Motyw wprowadzony zostaje w scenie pogrzebu Danny’ego McGoverna poprzez kostki lodu, którymi otoczona jest trumna. W innych fragmentach filmu pojawia się deszcz, pot na skroni Michaela Sr. czy ocean w ostatnich fragmentach filmu.

## Komiks a film
Film Droga do zatracenia jest oparty na komiksie, jednak w samej kinematografii i rozwoju akcji twórcy odeszli od przebodźcowania znanego z filmów komiksowych. Został przetworzony na bardziej elementarnym poziomie. Według autora powieści graficznej Maxa Allana Collinsa dzieło Mendesa przynajmniej w 2/3 bezpośrednio odpowiada jego książce. 
Jedną z największych różnic jest wprowadzenie do filmu postaci fotografa-zabójcy Maguire'a, który jest syntezą wszystkich seryjnych zabójców, którzy w komiksie ścigali Michaela Sullivana i jego syna. Taki krok spotkał się z aprobatą Collinsa. Postać Maguire'a nadaje komiksowego przerysowania do filmowej adaptacji poprzez zmianę ścieżki dźwiękowej czy np. kadry imitujące ujęcia aparatu. 
W filmie ograniczono również brutalność powieści graficznej. Scen zabójstw jest dużo mniej, a ich drastyczność jest złagodzona. Reżyser postawił na metafory i grę kompozycją. 
Narracja w filmie prowadzona jest przez nadal młodego Michaela Jr., jednak w komiksie historię opowiadał już dorosły Sullivan, przygotowujący się do roli księdza.  

## Przyjęcie filmu

### Box office
Droga do zatracenia wyświetlana w niemal 1800 kinach, w weekend otwarcia zdobyła 22,1 milionów dolarów. Ostatecznie zysk wzrósł do 104,5 milionów dolarów w Stanach Zjednoczonych i 76,5 miliona dolarów w innych krajach. 

### Recenzje krytyków
Produkcja zdobyła pozytywne recenzje krytyków, którzy zwracali uwagę przede wszystkim na kinematografię, scenografię i grę aktorską Hanksa i Newmana. Na stronie Rotten Tomatoes film zdobył 81% na podstawie 214 recenzji. 
Krytycy James Berardinelli i Roger Ebert wspólnie pochwalili kinematografię i stronę wizualną, jednak obaj zwrócili uwagę na brak budowy związku emocjonalnego odbiorcy z bohaterami. ich kreacja była na tyle zimna i zdystansowana, że nie pozwalała widzowi utożsamić się z którąś z postaci, może poza młodym Michaelem. 

## Nagrody
Oscary
- Najlepsze zdjęcia – Conrad L. Hall (przyznany pośmiertnie)
- Najlepsza scenografia i dekoracje wnętrz – Dennis Gassner, Nancy Haigh (nominacja)
- Najlepsza muzyka – Thomas Newman (nominacja)
- Najlepszy dźwięk – Scott Millan, Bob Beemer, John Pritchett (nominacja)
- Najlepszy montaż dźwięku – Scott Hecker (nominacja)
- Najlepszy aktor drugoplanowy – Paul Newman (nominacja)

Złote Globy
- Najlepszy aktor drugoplanowy – Paul Newman (nominacja)

BAFTA
- Najlepsze zdjęcia – Conrad L. Hall (pośmiertnie)
- Najlepsza scenografia – Dennis Gassner
- Najlepszy aktor drugoplanowy – Paul Newman (nominacja)

Akademia Akcji, Fantasy i Horroru – Saturn 2003
- Najlepszy film akcji/przygodowy/thriller
- Najlepszy młody aktor – Tyler Hoechlin

Camerimage 2002
- Złota Żaba za najlepsze zdjęcia – Conrad L. Hall

Amerykańska Gildia Producentów Filmowych – Złoty Laur 2003
- nominacja do nagrody im. Darryla F. Zanucka dla najlepszego producenta filmowego – Dean Zanuck, Richard D. Zanuck

Amerykańska Gildia Kostiumologów – CDG 2003
- Najlepsze kostiumy w filmie kostiumowym lub fantasy – Albert Wolsky (nominacja)

Amerykańska Gildia Scenografów – ADG 2003
- Najlepsza scenografia w filmie kostiumowym lub fantasy – Dennis Gassner, Richard L. Johnson, Jann K. Engel, Ted Haigh, Thomas Minton (nominacja)

Amerykańskie Stowarzyszenie Operatorów Filmowych ASC 2003
- Najlepsze zdjęcia w filmie fabularnym – Conrad L. Hall

Międzynarodowa Akademia Prasy – Satelita 2003
- Najlepsze zdjęcia – Conrad L. Hall (pośmiertnie)
- Najlepszy film dramatyczny (nominacja)
- Najlepsza scenografia – Dennis Gassner (nominacja)
- Najlepsze kostiumy – Albert Wolsky (nominacja)
- Najlepsze efekty specjalne – Michael J. McAllister (nominacja)
- Najlepszy aktor dramatyczny – Tom Hanks (nominacja)
- Najlepszy aktor drugoplanowy w dramacie – Paul Newman (nominacja)